# Couepia obovata
Couepia obovata är en tvåhjärtbladig växtart som beskrevs av Adolpho Ducke. Couepia obovata ingår i släktet Couepia och familjen Chrysobalanaceae. Inga underarter finns listade i Catalogue of Life.